# Публицистика Коста Хетагурова
Коста Леванович Хетагуров (осет. Хетӕгкаты Леуаны фырт Къоста; 3 [15] октября 1859, Нар — 19 марта [1 апреля] 1906, Георгиевско-Осетинское) — осетинский поэт, драматург, публицист, этнограф, живописец, общественный деятель. Основоположник осетинской литературы. Публицистика принесла ему славу защитника интересов горских народов Кавказа, борца против бесправия и нищеты горцев, невежества, административного произвола и национальной розни.

## Оценка значения
Творчество Коста Левановича Хетагурова рассматривается, как важнейший фактор пробуждения национальной идеи и национального самосознания осетинского народа. Такая оценка обусловлена выдающейся ролью его публицистики — важнейшей составляющей его многогранной деятельности
. Основная заслуга Хетагурова заключается в том, что в период разрушения устоев традиционного общества, в новых общественно-исторических условиях пореформенной России, он смог вывести на новый уровень национальное самосознание осетинского народа, определил направление дальнейшему социокультурному развитию нации.
В публицистике нашла концентрированное выражение иерархия духовных ценностей Коста Хетагурова, в которых этнический компонент находится в неразрывной связи с русской и мировой культурой. Выросший в традиционной осетинской среде, Коста воспринял культурно-нравственное достояние своего народа, высшие идеалы которого (свобода, взаимопомощь, почитание предков) стали основой его собственного мировосприятия. Впоследствии, при соприкосновении с лучшими образцами русской общественной мысли, в сознании Хетагурова происходило новое осмысление этнических ценностей осетин. Синтез важнейших приоритетов двух культур, осетинской и русской обусловил исключительную значимость личности Хетагурова, своей общественной деятельностью, литературной работой, публицистическими выступлениями определившего направление развития общественного сознания осетинского народа..
Говоря о Коста Хетагурове, трудно разделить Коста-поэта, Коста-художника, Коста-публициста. В статьях и очерках Коста соединяется рациональное и эмоциональное, логическое и образное начала, истина, добро и красота у него органически взаимосвязаны, взаимообусловлены . Публицистика была для него такой же органической формой творческой деятельности, как и поэзия. Он пользовался почти всеми публицистическими жанрами, фельетон, краткая газетная заметка, статья, письма и этнографически-мемуарные очерки, мастерски выбирая адекватную форму выражения для того или иного конкретного содержания .

## История публикаций
Основной трибуной публицистических выступлений Коста была газета. На протяжении многих лет он работал газете «Северный Кавказ», выходившей в Ставрополе. Сотрудничал Коста также во владикавказской газете «Казбек», в газетах «Сыне Отечества», «Санкт-Петербургских ведомостях», в тифлисском журнале «Кавказский вестник» и некоторых других периодических изданиях.
Первые публицистические выступления Коста появляются в 1893 году, вскоре после первой ссылки, когда, поселившись в Ставрополе, он становится постоянным сотрудником газеты «Северный Кавказ». Вскоре Коста Хетагуров становится секретарем редакции, а в 1896 году и соиздателем газеты. За пять лет, с момента приезда Коста в Ставрополь в 1893 году до его отъезда в Санкт-Петербург в 1897 году, он опубликовал в газете около 20 корреспонденций разных жанров, форм и содержания. Кроме того, следы его творческого участия оставались в каждой заметке, появлявшейся в газете. Об этой работе он писал А. Цаликовой: «Кажется, каждую строку газеты я переживал всеми фибрами души» . Благодаря влиянию К. Хетагурова, популярность газеты растет, однако, в 1897 г., из-за расхождений с совладельцем газеты Д. Евсеевым, Хетагуров уходит из «Северного Кавказа» . В этот период его статьи выходят в различных российских газетах и журналах: в столичных «Сыне Отечества» и «Санкт-Петербургских ведомостях» и в провинциальных «Юг» (г. Херсон), «Казбек» (Владикавказ).
Весной 1899 года, в трех номерах газеты «Санкт-Петербургские ведомости» вышла программная статья «Неурядицы Северного Кавказа», давшая начало процессу коренного пересмотра национальной политики правительства на Северном Кавказе . В письме А. И. Цаликову Коста пересказывает свой разговор с редактором «Петербургских ведомостей» Э. Э. Ухтомским, который рассказал о реакции на статью военного министра А. А. Куропаткина:
Ну, говорит, наделали же мы  своей статьей... Читается нарасхват... только и разговоров... Куропаткин прислал ко мне своего адъютанта...  Министр, говорит, страшно возмущен... надо, говорит,  положить конец этим безобразиям... Такой порядок вещей не может продолжаться... В это же лето пошлем целую  комиссию подробно исследовать все, что происходит в  Терской области... Если хоть сотая доля того, что передается в «Петербургских ведомостях»,— правда, то и тогда это выше вероятия»
(письмо А. И. ЦАЛИКОВУ 8 мая 1899 г. Петербург) 
В 1900 году, по возвращении из херсонской ссылки, Хетагуров попытался наладить связь с владикавказской газетой «Казбек» и «Сезонным листком Кавказских минеральных вод» (Пятигорск). В этих изданиях появилось несколько статей Хетагурова, но дальнейшее сотрудничество не сложилось, и он опять переехал в Ставрополь для работы в газете «Северный Кавказ». Здесь Коста работал всего полгода, но за это короткое время в печати выходят публикации имевшие исключительную значимость: публикации посвященные проблемам национальной политики на Северном Кавказе, уничижительного отношения к горцам («Тартарен», «Учебник географии России»), проблемам образования («Развитие школ в Осетии», «Церковноприходские школы в Осетии», «Женское образование в Осетии»), сложнейшим проблемам в области межрелигиозных отношений («Эмиграция в Турцию», «Успех и развитие панисламизма» и др.), вопросам развития производительных сил Северного Кавказа («Пути сообщения в горной полосе Кавказа», "1894 года, ноября 9 дня, сел. Вакац… "), проблемам возникающим при решении земельного вопроса на Кавказе («До сих пор еще не решенный земельный вопрос», «В прошлой корреспонденции…», «Ставрополь, 14 июня», «Внутренние враги», «Насущные вопросы»).
Осенью 1901 года Хетагуров вернулся во Владикавказ, вёл переговоры с издателем газеты «Казбек» о редактировании газеты, что одно время было близко к осуществлению, но кроме нескольких открытых писем, напечатанных в «Терских ведомостях», ничего не опубликовал. Последние статьи Коста падают на трагический 1902 год, когда неизлечимая болезнь уже вступила в свои права .

## Темы публицистических выступлений Коста Хетагурова
Необычайно широк круг вопросов, поднимаемых в публикациях Коста Хетагурова: строительства дорог, книготорговли, положения рабочих в России и во Франции. Он откликался и на международные события, такие как «дело Дрейфуса» и англо-бурская война (статья «Письмо в редакцию газеты „Юг“, стих. „Вите“ и др.). Однако в центре внимания Коста оставались проблемы, легшие тяжёлым грузом на плечи народов Кавказа, которые подвергались двойному гнёту: преследований и неподъемных поборов представителей царской администрации на Кавказе и местных чиновников. В публицистике К. Л. Хетагурова тесно совмещались боль и рассудительность, романтика, мечты и четкое понимание реалий жизни.
Одной из главных тем публицистики Хетагурова было освещение вопроса национальной специфики жизненного уклада осетин и других народов Северного Кавказа, поиск путей вхождения горских народов в социокультурное и экономическое пространство России („Неурядицы Северного Кавказа“). Развитие языка и культуры горцев, обогащение национальной культуры, по мысли Коста должно происходить, как за счет бережного отношения к национальной традиции, так и за счет освоения достижений русской и общеевропейской цивилизации.
Из 60-ти публикаций Хетагурова 14 были посвящены актуальным вопросам народного образования. В воспитании и образовании Хетагуров видел первооснову общественного благосостояния. В этом контексте, в значительной степени, определялось отношение Коста Хетагурова к церковному образованию и к церкви.. Особый интерес у Коста Хетагурова вызывали участь и положение женщины, вопросы женского образования („Маленькая история“ и др.).
На суд общественности в своих статьях Коста выносил вопросы злоупотребления властью государственных чиновников, варварского использования природных ресурсов („Горские штрафные суммы“), малоземелье коренного населения („Насущные вопросы“, „Внутренние враги“), проявления ксенофобии („Письма из Владикавказа“, „Владикавказские письма“, „Накануне“ и др.).
Публицистическим выступлениям Коста не была свойственна революционная радикальность, отличавшая выступления народников. В представлении Коста Хетагурова борьба за справедливость в первую очередь должна происходить через просвещение, насаждение во всех слоях общества современных форм общественных отношений (статьи „Неурядицы Северного Кавказа“, „Владикавказские письма“, „Избави Бог и нас от этаких судей“ и мн. др.). Решение проблем бедности он видел в развитии производительных сил Кавказа, вовлечении в современное производство коренного населения, формирования национальных квалифицированных кадров, которые могли бы поставить природные богатства края на службу улучшения материальной жизни народов Кавказа .
Список содержит в хронологическом порядке названия опубликованных публицистических произведений Коста Хетагурова. Источником списка послужило: Собрание сочинений Коста Хетагурова в 5 томах (1999). Примечания взяты из комментариев составленных Э. Н. Суменовой .
В списке использованы сокращения:
- СК — газета „Северный Кавказ“ (Ставрополь) за 1893—1902 гг.,
- СПб вед. — газета „Санкт-Петербургские ведомости“
- Сез. л. КМВ — газета „Сезонный листок Кавказских Минеральных Вод“
- Кав.в. — журнал „Кавказский вестник“
- Кзб. — газета „Казбек“
- Сын о. — газета „Сын Отечества“
- ТВ— газета „Терские ведомости“
- СС-51 — Коста Хетагуров. — Собрание сочинений К. Хетагурова в 3-х томах. М, АН СССР, 1951

| Первая публикация                                                 | Название статьи                                                               | Примечания                                                                          |
| ----------------------------------------------------------------- | ----------------------------------------------------------------------------- | ----------------------------------------------------------------------------------- |
| СК, № 29 от 15 апреля 1893 г.                                     | Общественный приговор                                                         | Опубликовано с подписью „Я“                                                         |
| СК, № 37 от 8 мая 1893 г.                                         | Письмо в редакцию газеты „Северный Кавказ“                                    |                                                                                     |
| СК, № 55 от 15 июля 1893 г.                                       | Злоупотребления по должности                                                  | Опубликовано без подписи.                                                           |
| СК, № 55 от 15 мая 1893 г.                                        | „Странное настроение переживает в настоящее время Терская область“            | Опубликовано без подписи                                                            |
| СК, № 75 от 23 сентября 1893 г.                                   | Письма из Владикавказа („В корр. из Владикавказа“)                            | Опубликовано с подписью: Нарон.                                                     |
| СК, № 77 от 30 сентября 1893 г.                                   | „Не везет нам на старшин“                                                     | Опубликовано с подписью: Нарон.                                                     |
| СК, № 28 от 7 апреля 1894 г.,                                     | Письмо в редакцию газеты „Северный Кавказ“ (Благодарность Марковой)           | Опубликовано с подписью: „Устроители вечера К. Хетагуров, А. Богатъко, И. Матвеев“. |
| СК, № 14 от 16 февраля 1896 г.,                                   | Письмо в редакцию газеты „Северный Кавказ“ (Благодарность команд. Майк. бат.) | Опубликовано с подписью: „Устроители спектакля К. Хетагуров, И. Матвеев“.           |
| СК, № 36 от 5 мая 1896 г.,                                        | Владикавказские письма („В последнее время замечается…“)                      | Опубликовано с подписью: Нарон.                                                     |
| СК, № 53 от 4 июля 1896 г.,                                       | Библиография                                                                  | Опубликовано без подписи.                                                           |
| СК, № 53 от 4 июля 1896 г.,                                       | Герои дня                                                                     | Опубликовано с подписью: Нарон.                                                     |
| СК, № 61 от 1 августа 1896 г.,                                    | Владикавказские письма („Всем известно…“)                                     | Опубликовано с подписью: Нарон.                                                     |
| СК, № 66 от 18 августа 1896 г.,                                   | Способ переговоров с обществом                                                | Опубликовано с подписью: Нарон.                                                     |
| СК, № 69 от 29 августа 1896 г.,                                   | Открытое письмо („Не имея охоты…“)                                            |                                                                                     |
| СК, № 72 от 1896 г.,                                              | „Люби ближнего…“                                                              | Опубликовано без подписи.                                                           |
| СК, № 83 от 17 октября 1896 г.,                                   | „Когда ардонское сельское общество выстроило здание…“                         | Опубликовано с подписью: Нарон.                                                     |
| СК, № 7 от 23 января 1897 г.,                                     | Владикавказские письма (Маленькая история)                                    | Опубликовано с подписью: Нарон.                                                     |
| СК, № 9, 14, 37 от 30 января, 16 февраля, 8 мая 1897 г.,          | Накануне                                                                      | Опубликовано с подписью: Нарон.                                                     |
| СК, № 58 от 20 июля 1897 г.,                                      | Владикавказские письма („Я так давно не писал…“)                              | Опубликовано с подписью: Нарон.                                                     |
| Сын о., № 73 от 17 марта 1898 г.,                                 | Горские штрафные суммы                                                        | Опубликовано с подписью: К. Хетагуров.                                              |
| СПб вед., № 82, 112, 129 от 25 марта, 27 апреля и 11 мая 1899 г., | Неурядицы Северного Кавказа                                                   | Опубликовано с подписью: К. Хетагуров.                                              |
| Газета „Юг“, № 421 от 21 августа 1899 г.                          | Письмо в редакцию газеты „Юг“                                                 | Опубликовано с подписью: К. Хетагуров.                                              |
| Кзб., № 637 от 19 декабря 1899 г.,                                | Зиу (Письмо к землякам)                                                       | Опубликовано с подписью: Нарон.                                                     |
| Кзб., № 674, 675 от 13 и 15 февраля 1900 г.,                      | Избави Бог и нас от этаких судей                                              | Опубликовано с подписью: Нарон.                                                     |
| СПб. вед., № 130 от 14 мая 1900 г.,                               | Новое слово                                                                   | Опубликовано с подписью: К. Хетагуров.                                              |
| „Сез. л. КМВ“, № 2 от 14 мая 1900 г.,                             | Мясной кризис                                                                 | Опубликовано с подписью: К. X.                                                      |
| „Сез. л. КМВ“, № 6 от 11 июня 1900 г.,                            | Пятигорская церковноприходская школа                                          | Опубликовано с подписью: К. X.                                                      |
| Сез. л. КМВ, № 7 от 18 июня 1900 г.,                              | Пятигорское городское двухклассное женское училище                            | Опубликовано с подписью: К. X.                                                      |
| Сез. л. КМВ, № 15 от 13 августа 1900 г.,                          | Мефодиевское общество в Пятигорске                                            | Опубликовано с подписью: К. X.                                                      |
| Кзб., № 975 от 17 февраля 1901 г.,                                | „В последнее время у нас“                                                     | Опубликовано с подписью: К. Хетагуров.                                              |
| СС, 1951.                                                         | Доклад в Комиссию по пересмотру текста Евангелия на осетинском языке          | Датируется 31 марта 1901 г.                                                         |
| СК,№ 47 от 22 апреля 1901 г.,                                     | „До сих пор еще не решенный земельный вопрос“                                 | Опубликовано с подписью: Нарон.                                                     |
| СК, № 50 от 28 апреля 1901 г.,                                    | Чичиков                                                                       | Опубликовано с подписью: Нарон.                                                     |
| СК, № 53 от 5 мая 1901 г.,                                        | Тартарен                                                                      | Опубликовано с подписью: Нарон.                                                     |
| СК, № 56 от 12 мая 1901 г.,                                       | „В прошлой корреспонденции…“                                                  | Опубликовано с подписью: Нарон.                                                     |
| СК № 57 от 15 мая 1901 г.,                                        | »1894 года, ноября 9 дня, сел. Вакац… "                                       | Опубликовано с подписью: Нарон.                                                     |
| СК, № 60 от 22 мая 1901 г.,                                       | Горский словесный суд                                                         | Опубликована без подписи (передовая статья).                                        |
| СК, № 62, 1901 г.,                                                | Эмиграция в Турцию                                                            | Опубликовано без подписи (передовая статья).                                        |
| СК, № 68, 1901 г.                                                 | Турецкая газета о кавказской эмиграции в Турцию                               |                                                                                     |
| СК, № 69 от 12 июня 1901 г.,                                      | Развитие школ в Осетии                                                        | Опубликовано с подписью: Нарон.                                                     |
| СК, № 70 от 14 июня 1901 г.,                                      | Ставрополь, 14 июня                                                           | Опубликовано без подписи.                                                           |
| СК, № 71 от 16 июня 1901 г.,                                      | Впечатления бытия                                                             | Опубликовано с подписью: К. Хетагуров.                                              |
| СК, № 72 от 19 июня 1901 г.,                                      | Учебник географии России                                                      | Опубликовано с подписью: К. Хетагуров.                                              |
| СК, № 73 от 21 июня 1901 г.,                                      | Наши муллы                                                                    | Опубликовано с подписью: Нарон.                                                     |
| СК, № 79 от 5 июля 1901 г.,                                       | Между прочим («Хотя наш Ставрополь…»)                                         | Опубликовано с подписью: Нарон.                                                     |
| СК, № 83 от 14 июля 1901 г.,                                      | Внутренние враги                                                              | Опубликовано с подписью: Нарон.                                                     |
| СК, № 86 от 21 июля 1901 г.,                                      | Помощь пораженному молнией                                                    | Опубликовано с подписью: Нарон.                                                     |
| СК, № 88 от 26 июля 1901 г.,                                      | Церковноприходские школы в Осетии                                             | Опубликовано с подписью: Нарон.                                                     |
| СК, № 104 от 1 сентября 1901 г.,                                  | Между прочим («Жалобы на саврасов…»)                                          | Опубликовано без подписи.                                                           |
| СК, № 104 от 1 сентября 1901 г.,                                  | Насущные вопросы                                                              | Опубликовано с подписью: Нарон.                                                     |
| СК, № 105 от 4 сентября 1901 г.,                                  | Между прочим («Опять о хозяине и работнике…»)                                 | Опубликовано без подписи.                                                           |
| СК, № 105 от 4 сентября 1901 г.,                                  | «Успех и развитие панисламизма»                                               | Опубликовано без подписи.                                                           |
| СПб. вед., № 246 от 8 сентября 1901 г.,                           | Женское образование в Осетии                                                  | Опубликовано с подписью: К. Хетагуров.                                              |
| СК, № 111 от 18 сентября 1901 г.,                                 | Пути сообщения в горной полосе Кавказа («В настоящее время…»)                 | Опубликовано с подписью: Нарон.                                                     |
| Кзб., № 1209 от 1 декабря 1901 г.,                                | Пути сообщения в горной полосе Кавказа («Из года в год»)                      | Опубликовано с подписью: Нарон.                                                     |
| Кзб., № 1212 от 5 декабря 1901 г.,                                | На чужбине                                                                    | Опубликовано с подписью: Нарон.                                                     |
| Кзб., № 1217 от 12 декабря 1901 г.,                               | Народное совещание                                                            | Опубликовано с подписью: Нарон.                                                     |
| ТВ, № 207 от 16 декабря 1901 г.,                                  | Открытое письмо к осетинской интеллигенции                                    | Опубликовано с подписью: К. Хетагуров.                                              |
| СПб. вед., № 12 от 13 января 1902 г.,                             | Медицинская беспомощность                                                     | Опубликовано с подписью: К. Хетагуров.                                              |
| Кзб., № 1246 от 19 января 1902 г.,                                | Письмо в редакцию газеты «Каз6ек»                                             | Перепечатано в ТВ, № 16 за январь того же года.                                     |
| СПб. вед., № 79 от 22 марта 1902 г.,                              | Сословный вопрос в Осетии                                                     | Опубликовано с подписью: Осетин. Перепечатано в Кзб., № 1301, 1902.                 |
| Кзб., № 1311 от 9 апреля 1902 г.,                                 | Открытое письмо («Во всех благоустроенных городах России…»)                   | Опубликовано с подписью: К. Хетагуров.                                              |
| ТВ, № 274 от 21 декабря 1902 г.,                                  | Открытое письмо любителям рисования и живописи                                | Опубликовано с подписью: Художник К. Хетагуров.                                     |

## Издания публицистических произведений Коста

### Собрания сочинений
- Хетагуров, Коста. Публицистика и письма // Собрание сочинений. В 3 т / подгот. текста и прим. Л. П. Семенова и А.А. Хадарцевой.. — М.: Изд-во АН СССР, 1951. — Т. 3. — 557 с.
- Хетагуров, Коста. Публицистика и письма // Собрание сочинений. В 3 т / подгот. текста А. К. Джанаева, Г. Д. Плиева и М. С. Тотоева, предисл. М. С. Тотоева.. — Дзауджикау: Госиздат, 1951. — Т. 3. — 425 с.
- Хетагуров, Коста. Публицистика. Письма // Собрание сочинений. В 3 т (На осет. яз.) / ред.: X. Ардасенов [гл. ред.], Н. Доев, С. Марзоев, А. Саламов.-. — Дзауджикау: Сев.- Осет. кн. изд-во, 1956. — Т. 3. — 483 с.
- Хетагуров, Коста. Публицистика // Собрание сочинений. В 5 т / подгот. текста и прим. К.Ц. Гутиева, А.К. Джанаева и Г.И. Кравченко ; под ред. К.Ц. Гутиева.-. — М.: Изд-во Акад. наук СССР, 1960. — 495 с.
- Хетагуров, Коста. Статьи // Собрание сочинений. В 3 т. — М.: Худож. лит., 1974. — Т. 3. — С. 7—185.
- Коста (Хетагуров). Публицистика // Полное собрание сочинений. В 5 т / сост., подгот. текста и коммент. и указ. З.Н. Суменовой, ред. Ш.Ф. Джикаев].. — Владикавказ: РИПП им. В.А. Гассиева, 2000.

### Отдельные издания
- Коста (Хетагуров). Публицистика: избр. статьи / ред., вступ. ст. и коммент. А. М. Малинкина. — Орджоникидзе: Госиздат Сев.-Осет. АССР, 1941. — С. 187. — 187 с.
- Коста (Хетагуров). Маленькая история: статья // Материалы по истории осетинского народа.. — Орджоникидзе: Госиздат Сев.-Осет. АССР, 1942. — Т. 5. — С. 156—161.
- Коста (Хетагуров). Особа / ил. М. Туганова.. — Владикавказ: РИПП им. В. Гассиева,, 1999. — 64 с.
- Коста (Хетагуров). Особа // Венок бессмертия / сост. Тедтоева З.Х.. — Владикавказ, 2000. — С. 449—472.
- Коста (Хетагуров). Пути сообщения в горной полосе Кавказа // Периодическая печать Кавказа об Осетии и осетинах. / сост. прим. и коммент. Л.А. Чибирова. — Владикавказ, 2006. — Т. 6. — С. 348—349.